# Sorry I'm Late
Sorry I'm Late è il secondo album in studio in studio della cantante britannica Cher Lloyd, pubblicato nel maggio 2014.

## Antefatti e pubblicazione
L'album è stato annunciato ufficialmente nell'ottobre 2013.
Esso viene pubblicato dalla Epic Records dopo che l'artista ha lasciato la Syco.
Il primo singolo diffuso è stato I Wish, a cui ha collaborato il rapper T.I. Il singolo è stato diffuso nel settembre 2013 e il relativo video è stato diretto da Gil Green.
Nel marzo 2014 è stato pubblicato il secondo singolo Sirens.

## Tracce
1. Just Be Mine – 3:15
2. Bind Your Love – 3:36
3. I Wish (feat. T.I.) – 3:32
4. Sirens – 3:55
5. Dirty Love – 3:18
6. Human – 3:29
7. Sweet Despair – 3:17
8. Killin' It – 2:54
9. Goodnight – 3:25
10. M.F.P.O.T.Y. – 3:16
11. Alone with Me – 3:18